# Fox River Grove
Fox River Grove is een plaats (village) in de Amerikaanse staat Illinois, en valt bestuurlijk gezien onder Lake County en McHenry County.

## Demografie
Bij de volkstelling in 2000 werd het aantal inwoners vastgesteld op 4862. In 2006 is het aantal inwoners door het United States Census Bureau geschat op 5114, een stijging van 252 (5,2%).

## Geografie
Volgens het United States Census Bureau beslaat de plaats een oppervlakte van 4,6 km², waarvan 4,3 km² land en 0,3 km² water.

## Plaatsen in de nabije omgeving
De onderstaande figuur toont nabijgelegen plaatsen in een straal van 8 km rond Fox River Grove.